# نظریه‌های اصلاح نژاد اصیل

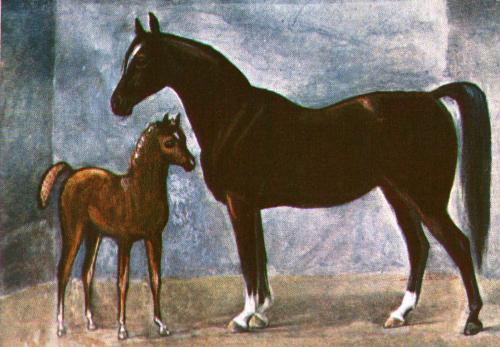
مادیان قدیمی مراکش (حدود ۱۶۵۵)

نظریه‌های اصلاح نژاد اصیل توسط زادگیری اسب در تلاش برای ترتیب دادن جفت‌گیری‌هایی که فرزندانی موفق در مسابقه‌ها اسب‌دوانی تولید می‌کنند، به کار می‌رود. کارشناسان ذخیرهٔ خونی (Bloodstock) هم در هنگام خرید اسب‌های جوان یا زادگیری اسب بر این نظریه‌ها تکیه می‌کنند. همچنین درک اولیه از این نظریه‌ها می‌تواند به عموم افراد درگیر در مسابقه کمک کند تا پتانسیل ژنتیکی نظری دربارهٔ اسب‌ها را بهتر درک کنند. نظریه‌های اصلاح نژاد از این باور سرچشمه می‌گیرند که تجزیه و تحلیل دقیق خطوط خونی می‌تواند به نتایج زادگیری قابل پیش‌بینی بینجامد. یک جفت‌گیری خوب، احتمال موفقیت فرزندان را افزایش می‌دهد، اگرچه بسیاری از عوامل دیگر نیز نقش دارند.